# Freziera
Freziera, neotropski rod drveća (rjeđe grmova) iz porodice Pentaphylacaceae kojemu pripada šezdesetak vrsta raširenih od Meksika do Bolivije i Kariba. Tipična vrsta je Eroteum undulatum Sw. Thunb. = Freziera undulata (Sw.) Sw. ex Willd.

## Vrste
1. Freziera angulosa Tul.
2. Freziera apolobambensis D.Santam. & A.Fuentes
3. Freziera arbutifolia Planch. & Triana
4. Freziera atlantica Zorzan. & Amorim
5. Freziera bonplandiana Tul.
6. Freziera bradleyi D.Santam. & Q.Jiménez
7. Freziera caloneura Kobuski
8. Freziera calophylla Triana & Planch.
9. Freziera candicans Tul.
10. Freziera canescens Bonpl.
11. Freziera carinata A.L.Weitzman
12. Freziera chrysophylla Bonpl.
13. Freziera conocarpa (O.C.Schmidt) Kobuski
14. Freziera cordata Tul.
15. Freziera cuatrecasasii Kobuski
16. Freziera cyanocantha A.L.Weitzman ex D.Santam.
17. Freziera dasycarpa D.Santam. & R.Ortiz
18. Freziera dudleyi A.H.Gentry
19. Freziera echinata A.L.Weitzman
20. Freziera erickitae A.Fuentes
21. Freziera euryoides Kobuski
22. Freziera ferruginea Wawra
23. Freziera forerorum A.H.Gentry
24. Freziera friedrichsthaliana (Szyszyl.) Szyszyl.
25. Freziera grandiflora D.Santam., D.A.Neill & Lagom.
26. Freziera grisebachii Krug & Urb.
27. Freziera guaramacalana D.Santam. & Cuello
28. Freziera guatemalensis (Donn.Sm.) Kobuski
29. Freziera hieronymi Kobuski
30. Freziera humiriifolia D.Santam.
31. Freziera ilicioides Tul.
32. Freziera inaequilatera Britton
33. Freziera incana A.L.Weitzman ex D.Santam.
34. Freziera jaramilloi A.H.Gentry
35. Freziera karsteniana (Szyszyl.) Kobuski
36. Freziera lanata (Ruiz & Pav.) Tul.
37. Freziera longipes Tul.
38. Freziera magnibracteolata A.Fuentes & D.Santam.
39. Freziera mexicana (Turcz.) Kobuski
40. Freziera microphylla Sandwith
41. Freziera minima A.L.Weitzman
42. Freziera monsonensis (Melch.) Kobuski
43. Freziera monteverdensis D.Santam., Lagom. & Q.Jiménez
44. Freziera neillii D.Santam.
45. Freziera nervosa Bonpl.
46. Freziera oxapampensis D.Santam.
47. Freziera parva Kobuski
48. Freziera reticulata Bonpl.
49. Freziera retinervia Kobuski
50. Freziera roraimensis Tul.
51. Freziera sessiliflora A.H.Gentry
52. Freziera smithiana Kobuski
53. Freziera spathulifolia (Melch.) Kobuski
54. Freziera stuebelii (Hieron.) A.L.Weitzman
55. Freziera suberosa Tul.
56. Freziera subintegrifolia (Rusby) Kobuski
57. Freziera tarariae Q.Jiménez, D.Santam. & A.K.Monro
58. Freziera tomentosa (Ruiz & Pav.) Tul.
59. Freziera tundaymensis D.Santam.
60. Freziera undulata (Sw.) Sw. ex Willd.
61. Freziera verrucosa (Hieron.) Kobuski
62. Freziera yanachagensis D.Santam.